# Pierre Le Pesant de Boisguilbert

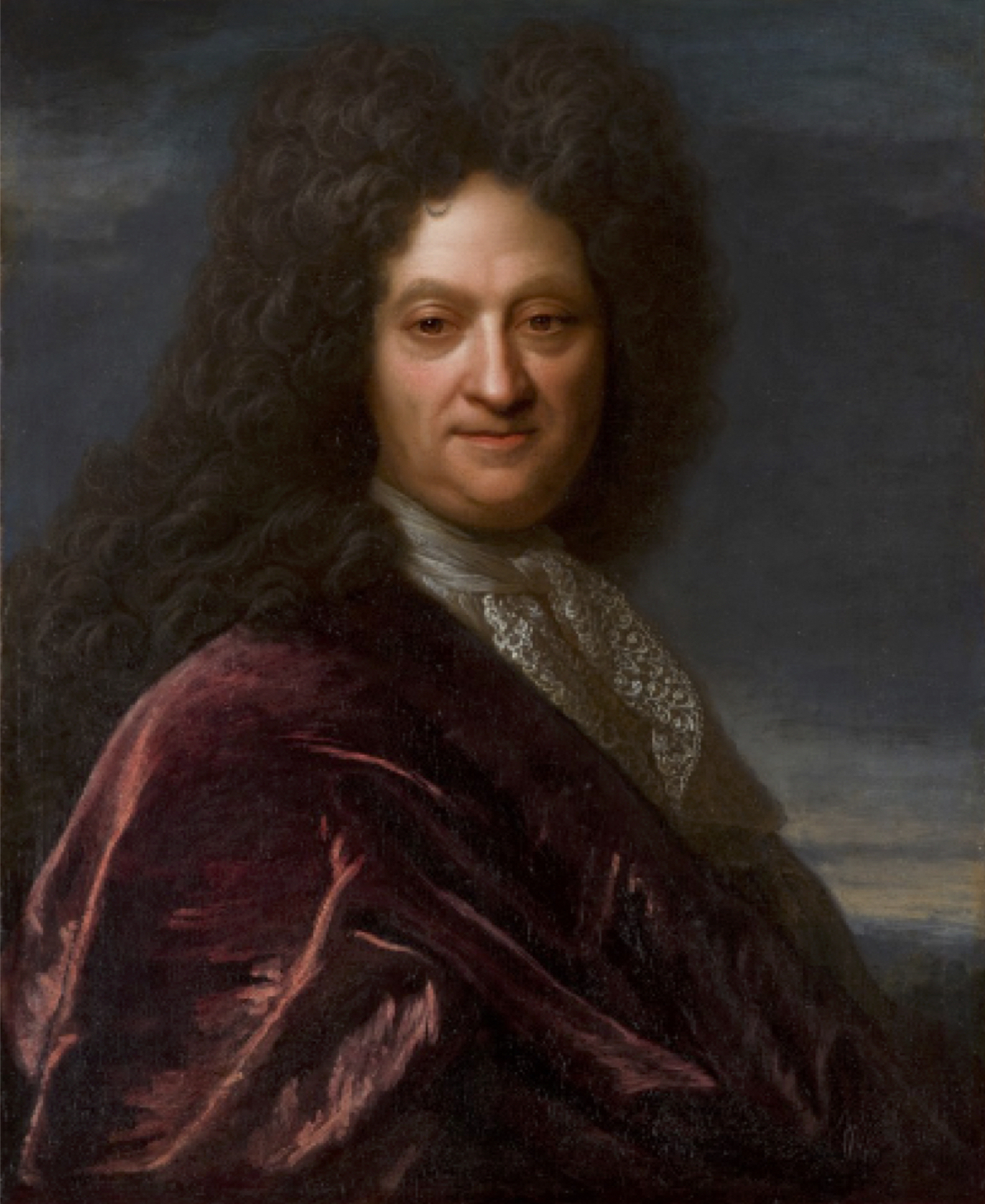
Pierre le Pesant, heer van Boisguilbert

Pierre Le Pesant de Boisguilbert (ook Boisguillebert) (Rouen, 17 februari 1646 - aldaar, 10 oktober 1714) was een Frans econoom en Jansenist, een van de uitvinders van het begrip van een economische markt.
Boisguilbert was een econoom uit de tijd van het mercantilisme en een scherpe criticus van de mercantilistische leer van Jean-Baptiste Colbert. Hij wordt beschouwd als voorloper van de Franse fysiocraten en het Franse liberalisme.
Hij stamde uit een oude adellijke Normandische familie, die gelieerd was aan die van Pierre Corneille. Hij volgde in zijn geboortestad een klassieke opleiding en werd ook onderwezen aan de petites écoles de Port-Royal. Na zijn afstuderen trad hij toe tot de magistratuur en werd rechter bij Montivilliers, in de buurt van Le Havre. In 1690 werd hij president van de bailliage van Rouen, een functie die hij bijna tot aan zijn dood uitoefende. 
- Biblioteca Nacional de España: XX1631685
- Bibliothèque nationale de France: cb12182460q (data)
- Gemeinsame Normdatei: 118661116
- International Standard Name Identifier: 0000 0001 1947 698X
- Library of Congress Control Number: n87114750
- Nationale Bibliotheek van Tsjechië: jn20040407007
- Nationale bibliotheek van Australië: 36563139
- Nationale Bibliotheek van Israël: 987007272258705171
- Nederlandse Thesaurus van Auteursnamen: 339717521
- Istituto Centrale per il Catalogo Unico: UFIV095677
- LIBRIS: 344016
- SNAC: w6wj06x0
- Système universitaire de documentation: 03040374X
- Trove: 1294444
- Virtual International Authority File: 24645038
- WorldCat: E39PBJxrXRdTXX6v7dwC7dTyh3